# Lachy Gillespie
Lachlan Gillespie, noto anche con lo pseudonimo di Lachy (23 ottobre 1985), è un cantante australiano.

## Biografia
Gillespie ha iniziato a suonare il pianoforte a quattro anni e a dodici anni ha iniziato a studiare canto formale. Da adolescente ha frequentato la Fame School of Performing Arts, dopodiché ha frequentato l'Accademia delle arti dello spettacolo dell'Australia occidentale, dove ha conseguito un Bachelor of Arts in teatro musicale. Si è esibito in diversi musical a Melbourne e a New York ed è stato un coach vocale e teatrale per bambini di età compresa tra i quattro e i tredici anni.

## The Wiggles
Si è unito ai The Wiggles nel 2009, andando in tournée con il "Dorothy the Dinosaur Travelling Show" come Captain Feathersword. Successivamente, durante il regolare tour del gruppo ha interpretato Wiggly Dancer e Wags the Dog. Nel maggio 2012 è stato annunciato che all'inizio dell'anno successivo Gillespie avrebbe sostituito il membro fondatore Jeff Fatt come Purple Wiggle. Gillespie è il conduttore del programma televisivo Lachy! andato in onda su ABC nel 2016, che contiene cortometraggi di episodi in cui interpreta Lachy Wiggle.
Nel 2018, insieme ai membri dei Wiggles Anthony Field e Emma Watkins e ai membri della band Oliver Brian e David O'Reilly, ha fondato un gruppo chiamato The Unusual Commoners, che suonava folk e canzoni tradizionali australiane, irlandesi e scozzesi. Hanno eseguito il loro primo spettacolo internazionale alla fine del 2018 a St. John's, Terranova.

## Vita privata
Nel maggio 2015 Gillespie e Emma Watkins hanno annunciato il loro fidanzamento. Si sono sposati il 9 aprile 2016 a Bowral, nel New South Wales. Il 3 agosto 2018, Gillespie e Watkins hanno annunciato la loro separazione.
Nel dicembre 2018, sul set di Wiggles, ha conosciuto Dana Stephensen. Il 9 aprile 2020, la ballerina si è dichiarata a Gillespie. Si sono sposati alla fine di novembre 2022.
L'11 settembre 2020 la coppia ha annunciato la nascita di due gemelle, Lottie e Lulu.